# Гумецкий, Стефан
Стефан Казимир Гумецкий (пол. Stefan Kazimierz Humiecki, 1660 — 28 мая 1736) — государственный и военный деятель Речи Посполитой, полковник коронной артиллерии (1698—1715), стольник каменецкий (1692—1702), подстолий великий коронный (1702—1706), воевода подольский (1706—1736), староста речицкий (1702), равский (1704), белзский (1712), любушский (1718) и винницкий (1731).

## Биография
Представитель польского дворянского рода Гумецких герба «Юноша». Сын хорунжего подольского Войцеха Гумецкого (ум. 1672) и Изабеллы Контской. Через свою мать находился в родстве с родом Контских, в начале своей карьеры пользовался поддержкой генерала коронной артиллерии Мартина Контского. При содействии Мартина Контского Стефан Гумецкий в 1692 году получил звание стольника каменецкого. В 1698—1715 годах носил чин полковника королевской артиллерии. В апреле 1706 года Стефан Казимир Гумецкий получил должность воеводы подольского. В 1730 году был награждён Орденом Белого орла.
В 1696 году Стефан Гумецкий был избран маршалком конвокационного сейма в Варшаве.
В 1699 году после передачи турками полякам Каменца-Подольского с округой Стефан Гумецкий получил во владение село Рыхту, которое стало его главной резиденцией. Здесь он заново выстроил замок, построил большие стены и башни, в одной из башен устроил католический костёл. Также усовершенствовал систему сухих оборонительных рвов, бастионы и валы.
Владел значительными имениями в Речи Посполитой: в ему принадлежали 8 местечек и 74 села в Краковском, Сандомирском, Белзском, Русском, Люблинском и Подольском воеводствах. В Подолии он владел 3 городами и 14 селами.
28 мая 1736 года воевода подольский Стефан Гумецкий скончался во Львове.

## Семья
Был дважды женат. Первым браком женился на Констанции Липской, от брака с которой не имел детей. Вторично женился на Катажине Кросновской, от брака с которой оставил двух сыновей (Игнацы и Юзефа) и несколько дочерей.